# Аркоре
Аркоре (італ. Arcore) — муніципалітет в Італії, у регіоні Ломбардія, провінція Монца і Бріанца.
Аркоре розташоване на відстані близько 490 км на північний захід від Рима, 22 км на північний схід від Мілана, 7 км на північний схід від Монци.
Населення — 17 860 осіб (2014).
Покровитель — Sant'Eustorgio.

## Демографія
Населення за роками:

Станом на 1 січня 2023 року в муніципалітеті офіційно проживав 1921 іноземець з 86 країн, серед них 460 громадян країн Євросоюзу та 187 громадян України.

## Сусідні муніципалітети
- Б'яссоно
- Кампарада
- Конкореццо
- Лезмо
- Узмате-Велате
- Віллазанта
- Вімеркате